# ابرنهان
ابرنهان (به آلمانی: Ebernhahn) یک شهر در آلمان است که در وستروالدکرایس واقع شده‌است.